# Árdassa
Árdassa, en grec moderne : Άρδασσα, est un village du dème d'Éordée, district régional de Kozáni, en Macédoine-Occidentale, Grèce.
Selon le recensement de 2011, la population du dème et du village s'élève à 874 habitants.